# Inta Ruka
Inta Ruka (Riga, 1958) és una fotògrafa letona.
Ruka va rebre una beca de la Fundació Hasselblad el 1998, el premi Spidola de la Fundació Cultura de Letònia el 1999 i una beca de la Vila Waldberta a Feldafing el 2002. Un any més tard, el Sindicat d'Artistes de Letònia la guardonà amb el premi de l'Any 2003.
Diverses exposicions internacionals importants van acollir les seves fotografies. El 1999, va participar en la 48a Biennal de Venècia que va permetre difondre el seu nom a nivell internacional. El 2006, el Centre de Fotografia a Istanbul va organitzar una gran exposició individual de les seves fotos. Fins a gener de 2007, les seves fotografies es mostraren en obres de Wolfgang Tillmans, Boris Mikhailov i altres autors, a l'exposició "A la cara de la Història: Fotògrafs europeus al segle XX" del Barbican Centre de Londres.
Durant més de dues dècades, ha fotografiat el poble letó (1984-2000), principalment a l'àrea rural de Balvi ("My Country People") i, posteriorment, cada vegada més, a la capital: Riga. A la col·lecció "Persones amb les que m'he trobat", entaulà converses amb persones desconegudes, per demanar-los un retrat. En canvi, en "El carrer Amalias 5", se centrà en els habitants d'un determinat conjunt d'apartaments de Riga. Fora del circuit turístic del pintoresc nucli antic, amb la seva extensa restauració, ofereix una visió sense disfresses de l'estat actual de Letònia des de la seva integració a la Unió Europea.
Entre els països de l'antic bloc soviètic, compartí el seu enfocament documental antropològic amb Antanas Sutkus i Boris Mikhailov; i a nivell internacional amb el dels estatunidencs Walker Evans i Dorothea Lange.